# American Song Contest
American Song Contest var en  musikkonkurrence på linje med Eurovision Song Contest med deltagere fra alle 50 stater i USA samt landets fem territorier og hovedstadsdistriktet Washington, D.C.. Konkurrencen  havde premiere 21. februar 2022 på den amerikanske tv-kanal NBC. Bag idéen stod EBU's administrerende direktør Martin Österdahl og amerikanske Ben Silverman.

## Format
Konkurrencen foregik som den originale, europæiske version, med  semifinaler og en stor finale. Sangene skulle være originale og maksimum antal af artister på scenen var seks personer. Vinderen fik titlen som Best Original Song.

## Deltagere
Kunstnere blev offentliggjort 3. marts 2022.
| Stat                  | Kunstner              | Sang                            |
| --------------------- | --------------------- | ------------------------------- |
| Alabama               | Ni/Co                 | "The Difference"                |
| Alaska                | Jewel                 | "The Story"                     |
| Amerikansk Samoa      | Tenelle               | "Full Circle"                   |
| Amerikanske Jomfruøer | Cruz Rock             | "Celebrando"                    |
| Arizona               | Las Marias            | "La Finikera"                   |
| Arkansas              | Kelsey Lamb           | "Never Like This"               |
| Californien           | Sweet Taboo           | "Keys to the Kingdom"           |
| Colorado              | Riker Lynch           | "Feel the Love"                 |
| Connecticut           | Michael Bolton        | "Beautiful World"               |
| Delaware              | Nitro Nitra           | "Train"                         |
| Florida               | Ale Zabala            | "Flirt"                         |
| Georgia               | Stela Cole            | "DIY"                           |
| Guam                  | Jason J.              | "Midnight"                      |
| Hawaii                | Bronson Varde         | "4 You"                         |
| Idaho                 | Andrew Sheppard       | "Steady Machine"                |
| Illinois              | Justin Jesso          | "Lifeline"                      |
| Indiana               | UG skywalkin          | "Love in My City" (feat. Maxie) |
| Iowa                  | Alisabeth Von Presley | "Wonder"                        |
| Kansas                | Broderick Jones       | "Tell Me"                       |
| Kentucky              | Jordan Smith          | "Sparrow"                       |
| Louisiana             | Brittany Pfantz       | "Now You Do"                    |
| Maine                 | King Kyote            | "Get Out Alive"                 |
| Maryland              | Sisqó                 | "It's Up"                       |
| Massachusetts         | Jared Lee             | "Shameless"                     |
| Michigan              | Ada LeAnn             | "Natalie."                      |
| Minnesota             | Yam Haus              | "Ready to Go"                   |
| Mississippi           | Keyone Starr          | "Fire"                          |
| Missouri              | Brett Seper           | "Can't Stay Away"               |
| Montana               | Jonah Prill           | "Fire It Up"                    |
| Nebraska              | Jocelyn               | "Never Alone"                   |
| Nevada                | The Crystal Method    | "Watch Me Now"                  |
| New Hampshire         | MARi                  | "Fly"                           |
| New Jersey            | Brooke Alexx          | "I Don't Take Pictures Anymore" |
| New Mexico            | Khalisol              | "Drop"                          |
| New York              | ENISA                 | "Green Light"                   |
| Nordmarianerne        | Sabyu                 | "Sunsets and Seaturtles"        |
| North Carolina        | John Morgan           | "Right in the Middle"           |
| North Dakota          | Chloe Fredericks      | "Can't Make You Love Me"        |
| Ohio                  | Macy Gray             | "Every Night"                   |
| Oklahoma              | AleXa                 | "Wonderland"                    |
| Oregon                | courtship.            | "Million Dollar Smoothies"      |
| Pennsylvania          | Bri Steves            | "Plenty Love"                   |
| Puerto Rico           | Christian Pagán       | "Loko"                          |
| Rhode Island          | Hueston               | "Held On Too Long"              |
| South Carolina        | Jesse LeProtti        | "Not Alone"                     |
| South Dakota          | Judd Hoos             | "Bad Girl"                      |
| Tennessee             | Tyler Braden          | "Seventeen"                     |
| Texas                 | Grant Knoche          | "Mr. Independent"               |
| Utah                  | Savannah Keyes        | "Sad Girl"                      |
| Vermont               | Josh Panda            | "Rollercoaster"                 |
| Virginia              | Almira Zaky           | "Over You"                      |
| Washington            | Allen Stone           | "A Little Bit of Both"          |
| Washington D.C.       | NËITHER               | "I Like It"                     |
| West Virginia         | Alexis Cunningham     | "Working on a Miracle"          |
| Wisconsin             | Jake'O                | "Feel Your Love"                |
| Wyoming               | Ryan Charles          | "New Boot Goofin'"              |

### 1. kvalifikationsrunde
Nøgle
     Juryvinder
     Seervinder
1. kvalifikationsrunde blev afholdt 21. marts 2022, hvor disse 11 stater/territorier deltog. Juryen valgte i slutningen af programmet Rhode Island videre til semifinalen. Der vil være fire pladser til semifinalen fra denne runde, hvor de resterende tre pladser vil blive fundet gennem seerstemmerne.
| Nr. | Stat         | Kunstner              | Sang                            | Jury | Seer | Plads |
| --- | ------------ | --------------------- | ------------------------------- | ---- | ---- | ----- |
| 1   | Minnesota    | Yam Haus              | "Ready To Go"                   | 7    |      |       |
| 2   | Oklahoma     | AleXa                 | "Wonderland"                    | 2    |      |       |
| 3   | Arkansas     | Kelsey Lamb           | "Never Like This"               | 3    |      |       |
| 4   | Indiana      | UG skywalkin          | "Love in My City" (feat. Maxie) | 11   |      |       |
| 5   | Puerto Rico  | Christian Pagán       | "Loko"                          | 4    |      |       |
| 6   | Connecticut  | Michael Bolton        | "Beautiful World"               | 5    |      |       |
| 7   | Iowa         | Alisabeth Von Presley | "Wonder"                        | 8    |      |       |
| 8   | Wisconsin    | Jake'O                | "Feel Your Love"                | 9    |      |       |
| 9   | Mississippi  | Keyone Starr          | "Fire"                          | 6    |      |       |
| 10  | Wyoming      | Ryan Charles          | "New Boot Goofin'"              | 10   |      |       |
| 11  | Rhode Island | Hueston               | "Held On Too Long"              | 1    |      |       |

### 2. kvalifikationsrunde
Nøgle
     Juryvinder
     Seervinder
| Nr. | Stat                  | Kunstner         | Sang                       | Jury | Seer | Plads |
| --- | --------------------- | ---------------- | -------------------------- | ---- | ---- | ----- |
| 1   | Oregon                | courtship.       | "Million Dollar Smoothies" | 11   |      |       |
| 2   | Montana               | Jonah Prill      | "Fire It Up"               | 3    |      |       |
| 3   | New York              | ENISA            | "Green Light"              | 9    |      |       |
| 4   | Nebraska              | Jocelyn          | "Never Alone"              | 7    |      |       |
| 5   | Amerikanske Jomfruøer | Cruz Rock        | "Celebrando"               | 10   |      |       |
| 6   | Kentucky              | Jordan Smith     | "Sparrow"                  | 1    |      |       |
| 7   | North Dakota          | Chloe Fredericks | "Can't Make You Love Me"   | 5    |      |       |
| 8   | Kansas                | Broderick Jones  | "Tell Me"                  | 2    |      |       |
| 9   | Virginia              | Almira Zaky      | "Over You"                 | 8    |      |       |
| 10  | Maine                 | King Kyote       | "Get Out Alive"            | 4    |      |       |
| 11  | Ohio                  | Macy Gray        | "Every Night"              | 6    |      |       |

## Udsendelse i andre lande
Konkurrencen blev også sendt i andre lande.
 Canada - CHCH-DT (Hamilton, Ontario) 
  Finland - Yle TV2 
  Grækenland - ERT 
  Island - RÚV 
  Norge - NRK 
  Portugal - RTP 
  Serbien - RTS 
  Slovenien - RTVSLO 2 
  Spanien - RTVE Play 
  Sverige - SVT 
  Tyskland og  Østrig - ServusTV